# 象徵人類學
象徵人類學（英語：symbolic anthropology），有時或稱象徵與詮釋人類學（symbolic and interpretive anthropology），是文化人類學主要學派之一，主要人物有克利弗德·紀爾茲（Clifford Geertz）、维克多·特纳與大衛．施耐德（David M. Schneider）等。象徵人類學興起於1960年代，其視文化為一套由象徵與意義構成的象徵體系，因此人類學家必須視異文化為文本，藉由田野調查等長時間的研究方式，解讀並細膩地詮釋當地文化。
雖然象徵人類學家對文化的概念主張各有不同，一般而言其主張觀點類似於結構人類學，而與文化唯物論的看法相對，同時也反對結構功能論等人類學家對於親屬等結構性研究的觀點與主張。在後馬克思主義與女性主義中，象徵人類學的文化概念往往成為其質疑與批判的對象。

## 理論概念
如同其他人類學派，象徵人類學的理論基礎建立在其文化理論的討論之上。雖然象徵人類學強調象徵在文化裡的角色，以及個人與文化之間的相互關係，然而由於對文化與個人的角色解釋不同，其文化理論可大略分成克利弗德·紀爾茲與维克多·特纳兩種理論取向。

## 重要作品
- Geertz, Clifford (1973) 《文化詮釋》（The Interpretation of Cultures）, Basic, New York.
- Geertz, Clifford. (Ed.) (1974) 《神話、象徵與文化》（Myth, Symbol, and Culture）, W. W. Norton and Co. New York.
- Sahlins, Marshall (1976) 《文化與務實理性》（Culture and Practical Reason）, University of Chicago Press, Chicago.
- Schneider, David  (1968)《美國人的親屬：一種文化敘述》（American Kinship: A Cultural Account）, Prentice-Hall, New Jersey.
- Turner, Victor (1967) 《象徵的森林：恩丹布儀式的諸層面》（The Forest of Symbols: Aspects of Ndembu Ritual）, Cornell University Press, Ithaca.
- Turner, Victor (1974) 《社會劇、場域與隱喻：人類社會的象徵行動》（Dramas, Fields and Metaphors: Symbolic Action in Human Society）, Cornell University Press, Ithaca.

## 外部連結
- "象徵與詮釋人類學" 美國阿拉巴馬大學人類學系（页面存档备份，存于）